# 圓錐角膜
圓錐角膜（英語：Keratoconus），可簡稱為 KC、KCN、KTCN，是一種眼疾患，角膜會變得愈來越薄。圓錐角膜可能引起視野模糊、複視、近視、散光及畏光。通常患者的兩眼都會得病；嚴重的病例會在角膜上留下疤痕或棕綠色色素環。
圓錐角膜的病因尚未釐清時，普遍認為此病是基因、環境及賀爾蒙等混合因素所引起，懷疑過敏或揉眼睛等環境因素有所關聯。約有7%的患者曾有家族病史。此病的機制會讓患者的角膜逐漸變形，成為角錐狀；確診的方式是利用裂隙燈做檢查。
初期患病時，大多可以藉由佩戴眼鏡或軟式軟性隱形眼鏡矯正，當症狀越形嚴重，患者會需要佩戴特殊的隱形眼鏡。大部分患者在幾年後，症狀就會穩定下來，並不會留下視力方面的疾病，少數患者的角膜會出現瘢痕組織，需要接受角膜移植。
平均約兩千人之中，會有一人有圓錐角膜的疾病，大部分患者患病介於孩童時期尾聲到成年之初。 各種人種都有可能患病，但特定族群如亞洲人似乎較為常見。圓錐角膜的英文 Keratoconus 源自希臘語 kéras（意指角膜）及拉丁文的 cōnus（意指圓錐）。

图右为圆锥角膜疾病之角膜变化示意图

## 外部連結
- 中的“圓錐角膜”